# Lindsey Pelas

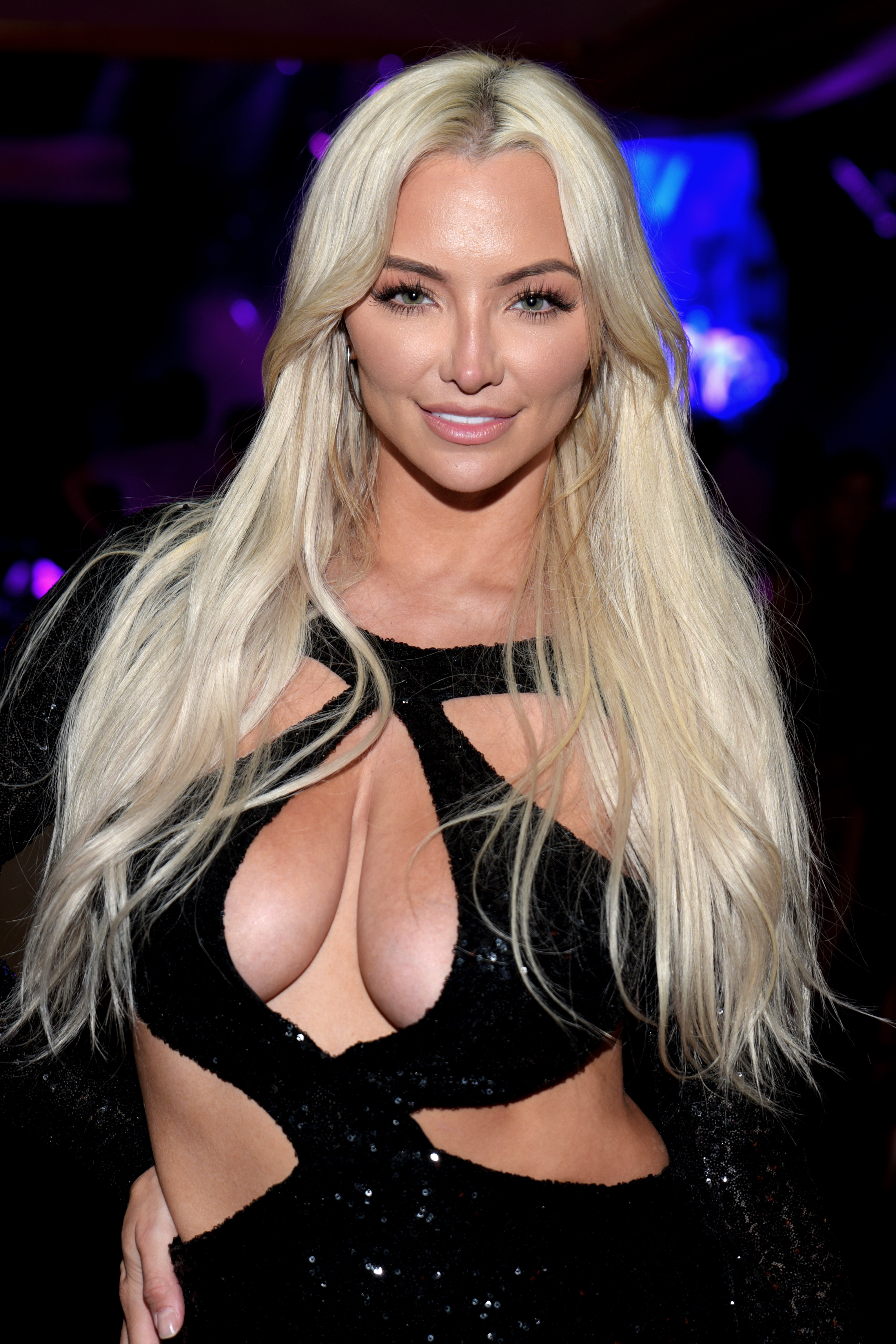
Lindsey Pelas (2018)

Lindsey Nicole Pelas (* 19. Mai 1991 in Loranger, Louisiana) ist ein US-amerikanisches Model und eine Schauspielerin.

## Biografie
Pelas wurde 1991 in der Kleinstadt Loranger im US-Bundesstaat Louisiana geboren. Sie war eines von neun Kindern ihrer Eltern. Nach dem Besuch der Highschool in Louisiana, studierte sie an der Louisiana State University und machte dort einen Bachelor in Geschichte. Nach dem Abschluss arbeitete sie als Barkeeperin und als Yogalehrerin.
Mit dem Modeln begann Pelas 2013 für das Magazin Playboy. Sie war im Mai 2014 Playboy Cyber Girl of the Month. Nach ihrer Zeit beim Playboy zog sie nach Los Angeles, wo sie an der Halloween-Party in der Playboy Mansion teilnahm. Dort hatte sie eine Affäre mit dem Pokerspieler Dan Bilzerian. Danach modelte Lindsey auch auf andere Zeitschriften wie Maxim, GQ – Gentlemen’s Quarterly und Glamour.  Im April 2018 startete Pelas ihren Podcast Eyes Up Here with Lindsey Pelas, wo sie wöchentlich auf Focus TV streamt.

## Filmografie (Auswahl)
- 2014: Playboy Plus
- 2015: Extraction
- 2015: TMZ on TV
- 2015: 8th Annual Babes on Toyland
- 2016: Pop Trigger
- 2016: Englishman on L.A (Episode 2x1)
- 2017: The Eric Andre Show[9]
- 2017: Famously Single
- 2018: Steve[10]
- 2018: The Trouble
- seit 2018: Coded Court